# Stegastes albifasciatus
Stegastes albifasciatus är en fiskart som först beskrevs av Hermann Schlegel och Müller, 1839.  Stegastes albifasciatus ingår i släktet Stegastes och familjen Pomacentridae. Inga underarter finns listade i Catalogue of Life.